# Codice Ombra
Codice Ombra è un romanzo dello scrittore italiano Mario Biondi pubblicato nel 1999. La vicenda si collega (con molti personaggi) al precedente Una porta di luce (1998).

## Trama
Evgenij Rudenko, scienziato ucraino specializzato nelle ricerche sull'Intelligenza artificiale viene rapito da Shadow (Ombra, appunto), fosca emanazione della malavita internazionale, e chiuso in un laboratorio segreto nei monti al confine tra Albania e Grecia. Suo compito è creare un reticolo internazionale di Computer a DNA, simile a un immenso cervello umano, in grado di controllare tutte le comunicazioni del mondo. L'intrigo è scoperto da una giovane ricercatrice tedesca che informa il genio dei computer Tom Minea, già importante personaggio di Una porta di luce, il quale, con l'assistenza del giovanissimo NIchi Sassi, anch'egli disceso dal citato romanzo, scopre un sottile ma tenace filo che da una sequenza di numeri primi porta fino all'apparentemente imprendibile laboratorio albanese.

## Edizioni
- Mario Biondi, Codice Ombra, Longanesi, 1999,  pp. 336, ISBN 88-304-1716-5.
- Mario Biondi, Codice Ombra, TEA (editore), 2001,  pp. 336, ISBN 88-7818-954-5.